# 辛克莱广播集团
辛克莱广播集团有限公司（英語：Sinclair Broadcast Group, Inc.，簡稱SBG）是一家由朱利安·辛克莱尔·史密斯家族控制的美国电信綜合企業以及美国第二大电视台运营商。它在美国运营着193个电视台，覆盖40％的美国家庭。该公司旗下電視台製作的節目持美國保守主義立場 。公司总部位于马里兰州巴尔的摩科基斯維爾。      